# Palazzo Panciatichi (Firenze)
Palazzo Panciatichi  si trova a Firenze, in via Cavour 2, all'angolo con via dei Pucci.

## Storia
Edificato a partire dal 1445-1446 da Agnolo di Ghezzo Della Casa, antenato del più conosciuto Giovanni Della Casa (l'autore del celebre Galateo), il palazzo venne terminato probabilmente prima che venisse costruito frontalmente il Palazzo Medici Riccardi (la data di inizio dei lavori a Palazzo Medici è infatti controversa).
Fu acquistato da Clarice Capponi e da questa ceduta al casato pistoiese dei Panciatichi nel 1621. Nel 1674 il cardinale Bandino Panciatichi chiese un progetto per rifare il palazzo a Carlo Rainaldi, ma non fu messo in opera. Fu invece realizzato vent'anni dopo il progetto di Francesco Fontana (architetto romano, figlio del più celebre Carlo) e del fiorentino Antonio Maria Ferri, portato a termine tra il 1692 e il 1697. Agli inizi del Settecento il palazzo passò a Niccolò Panciatichi, nipote del cardinale e accademico della Crusca, che ne ingrandì ulteriormente la biblioteca tramite il fidato Abate Anton Maria Biscioni, erudito e bibliofilo. Nel 1740 il palazzo passò al fratello minore di Niccolò, Bandino, che fece sistemare un nuovo appartamento dal 1741 per il fratello minore, il cavaliere di Malta e ambasciatore Giovanni Gualberto Panciatichi. In quell'occasione vennero create le due loggette coperte sulla sommità del palazzo. A metà del Settecento vi lavorò il quadraturista Vincenzo Torrigiani, che affrescò una scomparsa stanza "a sughi d'erbe", un decorazione allora in voga che riproduceva le tinte degli arazzi tramite tinture vegetali.
Bandino fece ingrandire il palazzo all'architetto Giulio Mannaioni anche su via Ricasoli, dal 1742 al 1747, per realizzare nuove stanze di servizio e appartamenti da affittare a nobiluomini di passaggio a Firenze. La grande sala della Gerusalemme liberata, magnificamente affrescata, fu fatta probabilmente realizzare dal figlio di Bandino, Niccolò, botanico e accademico dei Georgofili. Ormai imparentatisi con gli Ximense d'Aragona, i Panciatichi si trasferirono a metà dell'Ottocento nel Palazzo Panciatichi-Ximenes, dando a questo palazzo una funzione più di rappresentanza che di abitazione. In quegli anni venne aperto nel palazzo il Casino dei Risorti, punto di ritrovo della borghesia fiorentina.
Il 14 settembre 1910 Marianna Panciatichi Ximenes vendette l'intero complesso del palazzo alla Società Cattolica d'Assicurazione, poi venne rilevato dall'Ina nel 1913, che possiede tuttora l'immobile.
Dagli anni '60 venne insediato al secondo piano il Provveditorato agli Studi, mentre il Consiglio regionale della Toscana vi si stabilì nel 1976, come in altri palazzi di via Cavour, tra i quali l'adiacente Palazzo Capponi-Covoni. Attualmente ospita la Pinacoteca regionale e talvolta mostre d'arte.

## Architettura e decorazione

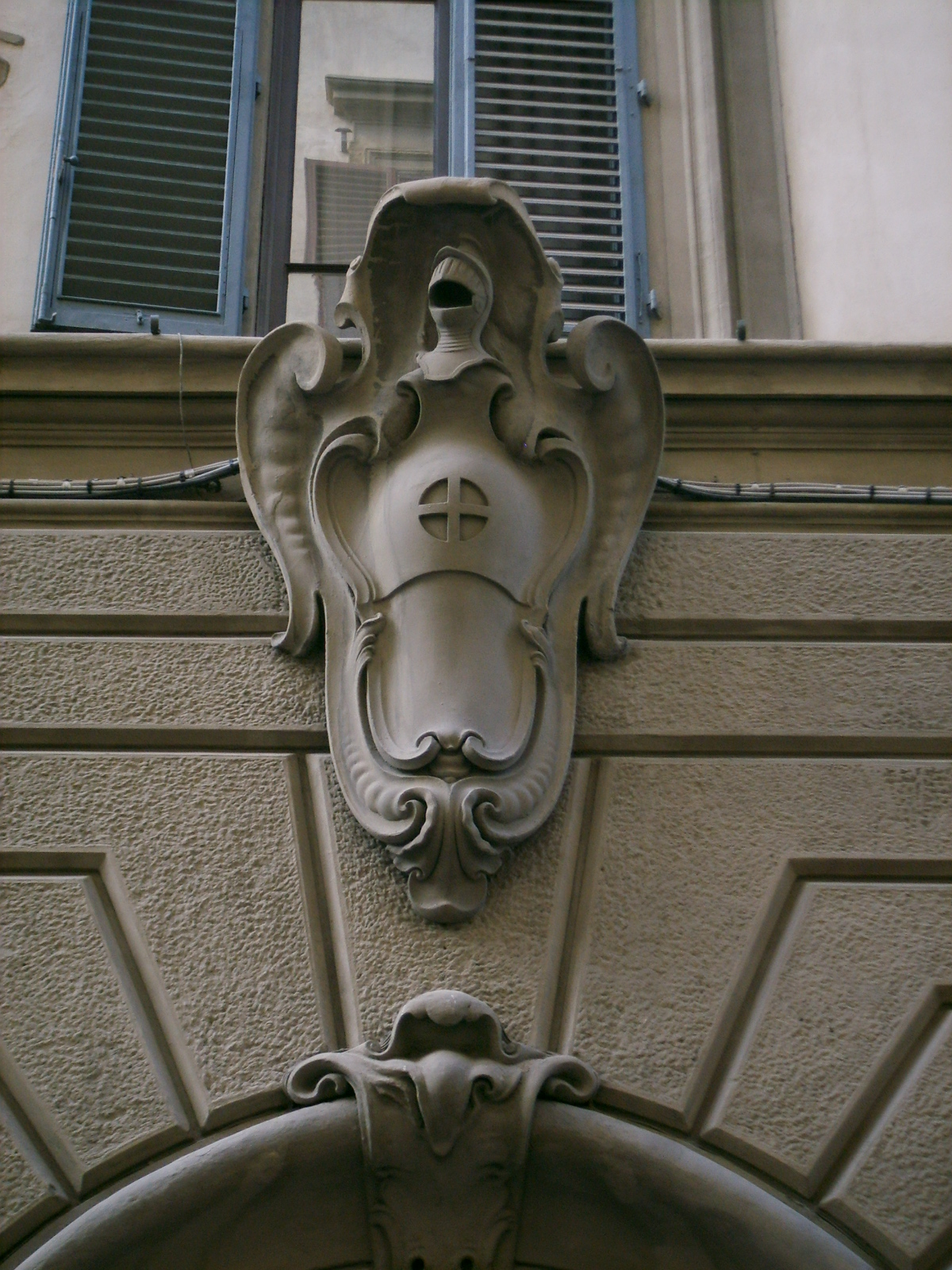
Lo stemma sull'entrata di via Ricasoli

La facciata principale del palazzo, messa in opera nel 1696 da Francesco Fontana, è su via Cavour e presenta due piani con finestre uguali allineate. Al piano nobile le finestre hanno cornici e architravi in pietra, mentre sul portale centrale si apre un terrazzo con balaustra poggiante su mensole. Al secondo piano presentano cornici meno complesse. Al pian terreno si apre il portale e alcune finestre rettangolari più semplici.
Lo scalone monumentale è pure opera del Fontana, che inserì modanature decorative nelle pareti e una copertura a botte.
Particolarmente pregevole è la decorazione pittorica di alcune sale del palazzo. Una saletta al secondo piano, già nell'appartamento di Giovanni Gualberto Panciatichi, è coperta dagli affreschi di Giovanni Domenico Ferretti, Vincenzo Meucci e Pietro Anderlini, con l'Apoteosi di Ercole, Allegoria della vita pastorale e il Trionfo del Tempo sulla Maldicenza. Completano la decorazione illusionistica quadrature su tutte le pareti.
Poco lontano si trova la saletta con la volta decorata da Agostino Veracini con la Gloria della famiglia Panciatichi e le pareti con architetture in trompe-l'œil di Vincenzo Torrigiani; anche i portali vennero decorati con pitture di Giovanni Domenico Ferretti e Pietro Anderlini.
Sempre al secondo piano si trova la grande stanza con pitture a tempera di scene della Gerusalemme Liberata, di autore ignoto, dipinte verso il 1780. Le pitture sono molto grandi e scenografiche, ma presentano alcuni errori grossolani che indicano l'opera di un dilettante alle prese con un lavoro al di sopra delle proprie capacità, forse Niccolò di Bandino Panciatichi stesso.
Altre opere conservate nel palazzo sono le sinopie di un affresco del tabernacolo di Sant'Andrea a Rovezzano, raffigurante una Madonna con bambino e santi, di Niccolò di Pietro Gerini; due sinopie di Profeti già alla Porta San Niccolò, opera della cerchia di Rossello di Iacopo Franchi; la Fuga di Clelia del pittore senese Francesco Rustici detto il Rustichino e la Fuga di Enea da Troia del fiorentino Giovan Battista Marmi.

## Il tabernacolo tra via Cavour e via dei Pucci

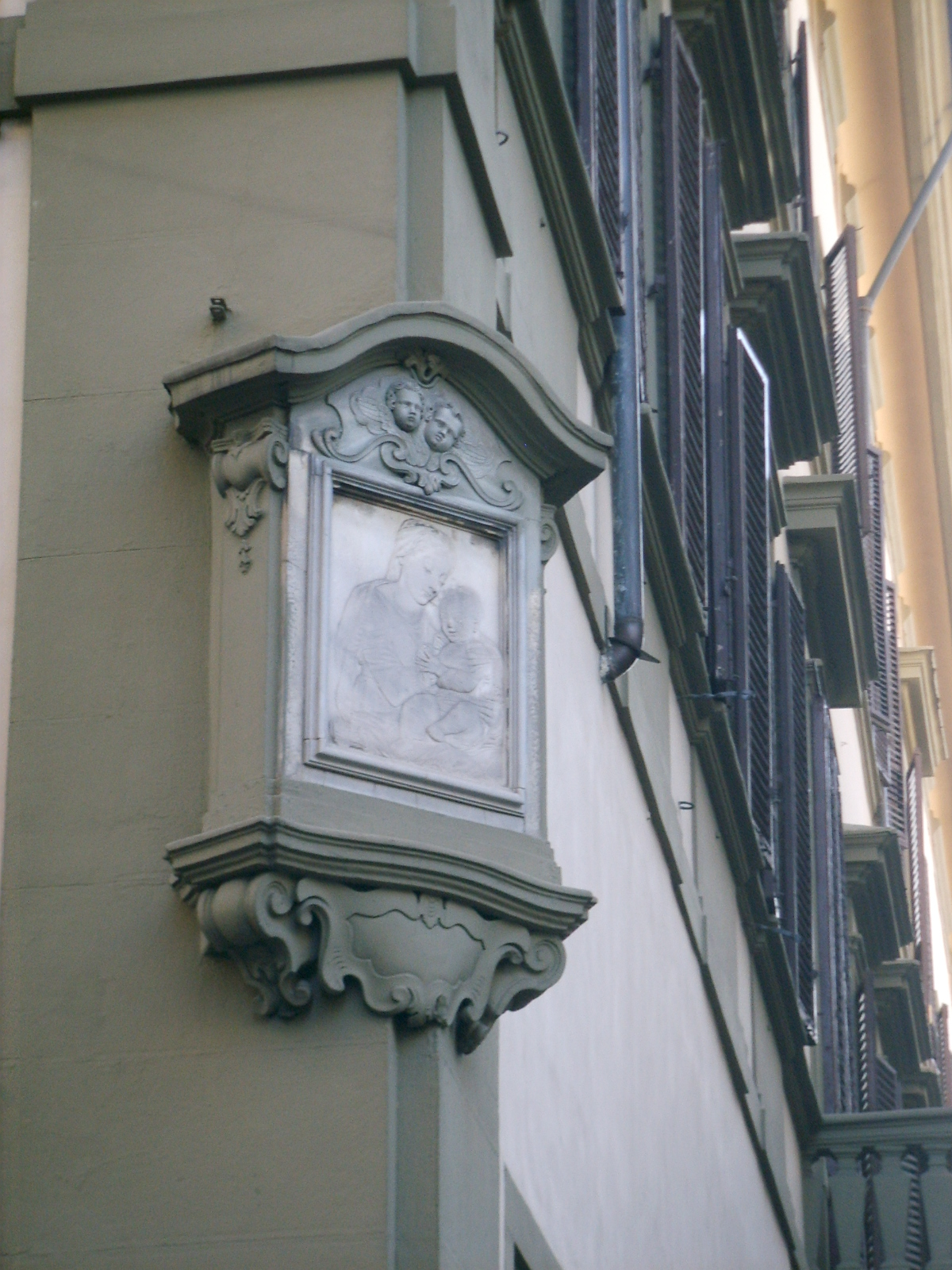
Il tabernacolo

Sulla cantonata destra all'altezza del primo piano del Palazzo, si trova un bel tabernacolo in pietra serena, dalla cornice in stile barocco con timpano ornato da due testine di cherubino e base a mensola definita da un elaborato cartiglio. Il breve vano quasi quadrangolare, ospita una copia di un bassorilievo in marmo di Desiderio da Settignano riproducente la Madonna col Bambino: l'originale si trova dal 1921 al Museo nazionale del Bargello. La fedele imitazione a due terzi di figura, è modellata con piena vivezza e sottopone alla vista la Vergine seduta con Gesù Bambino sorridente in grembo.

## Altre immagini

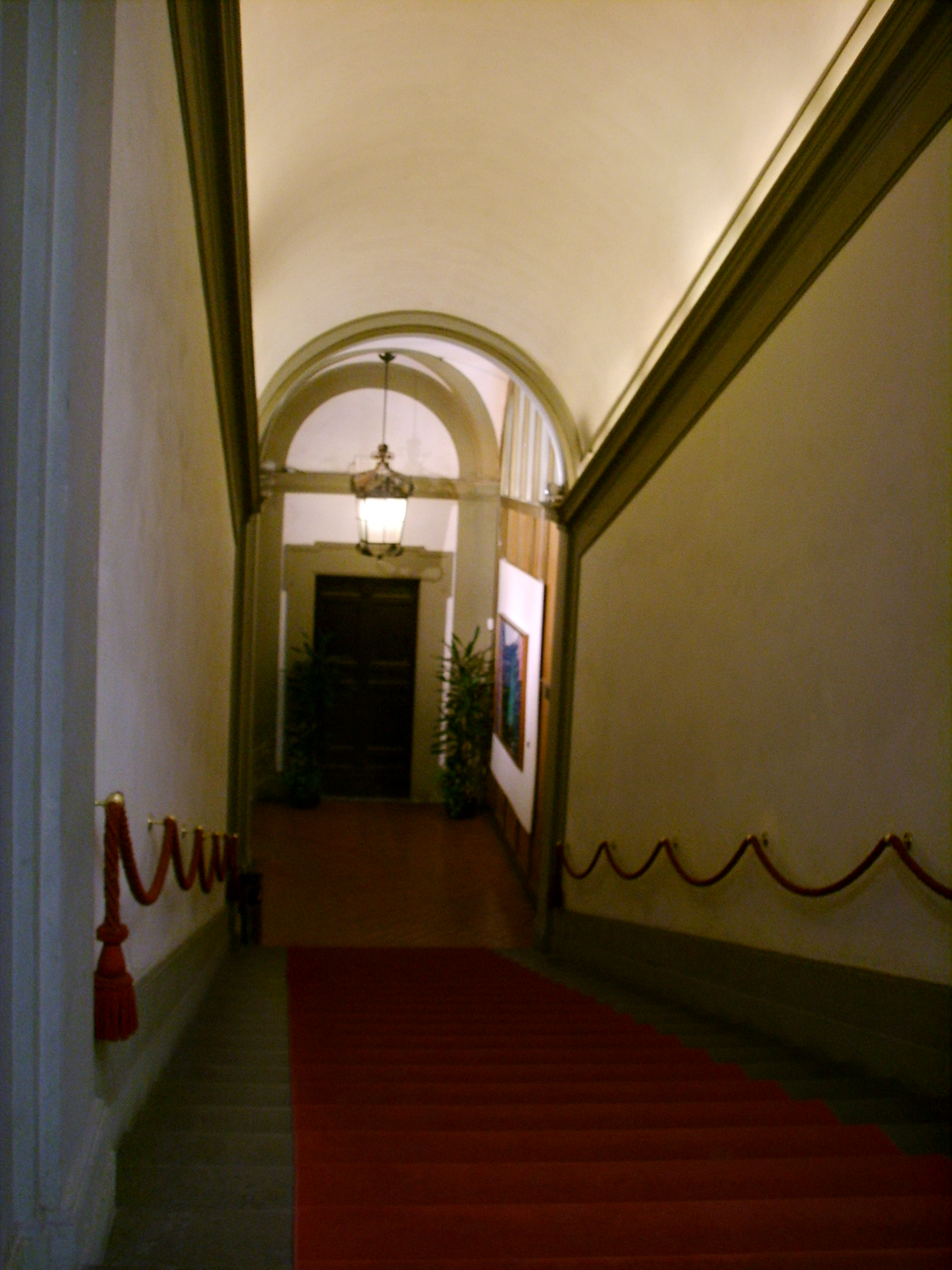
Lo scalone monumentale
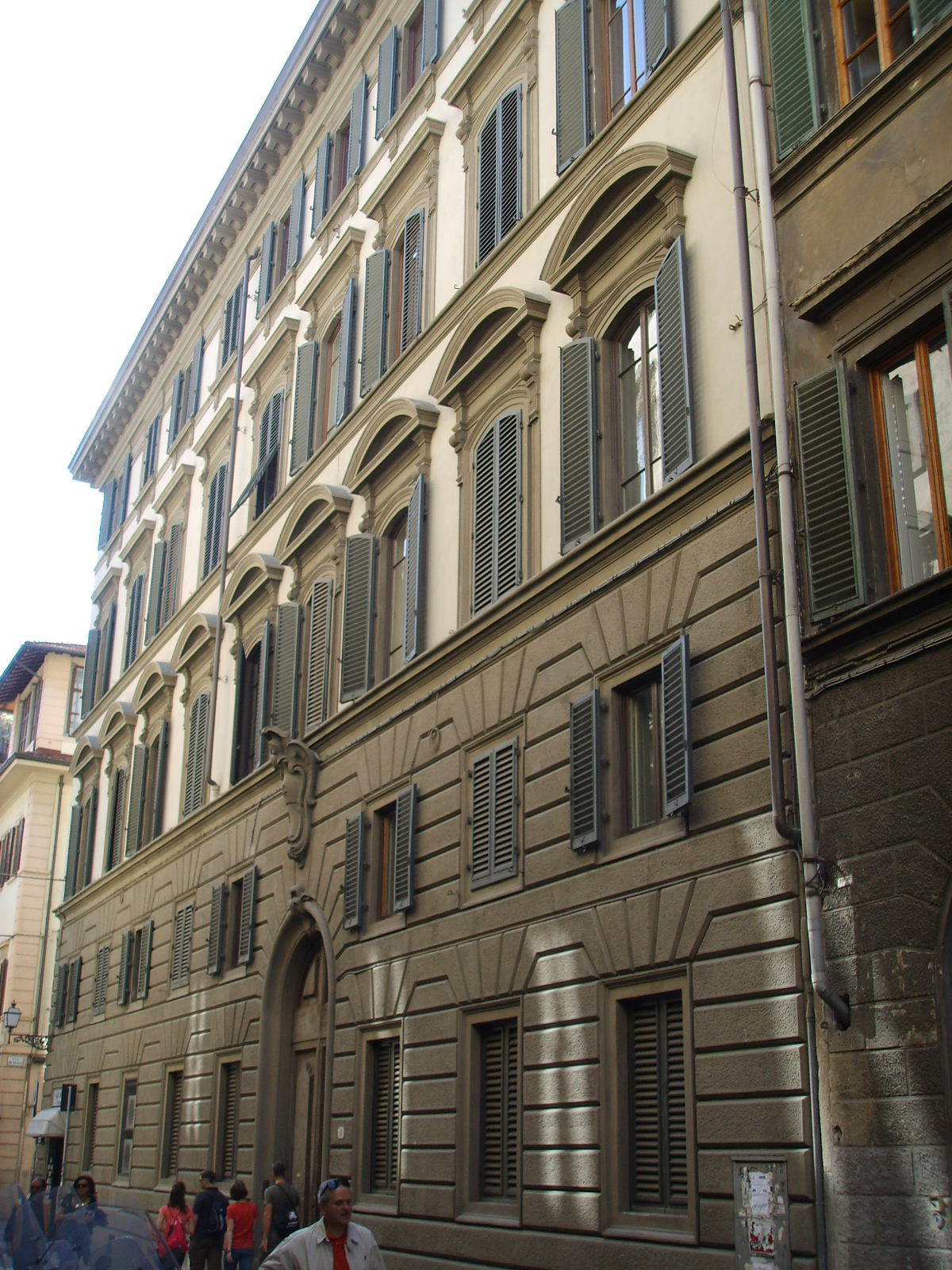
Facciata su via Ricasoli
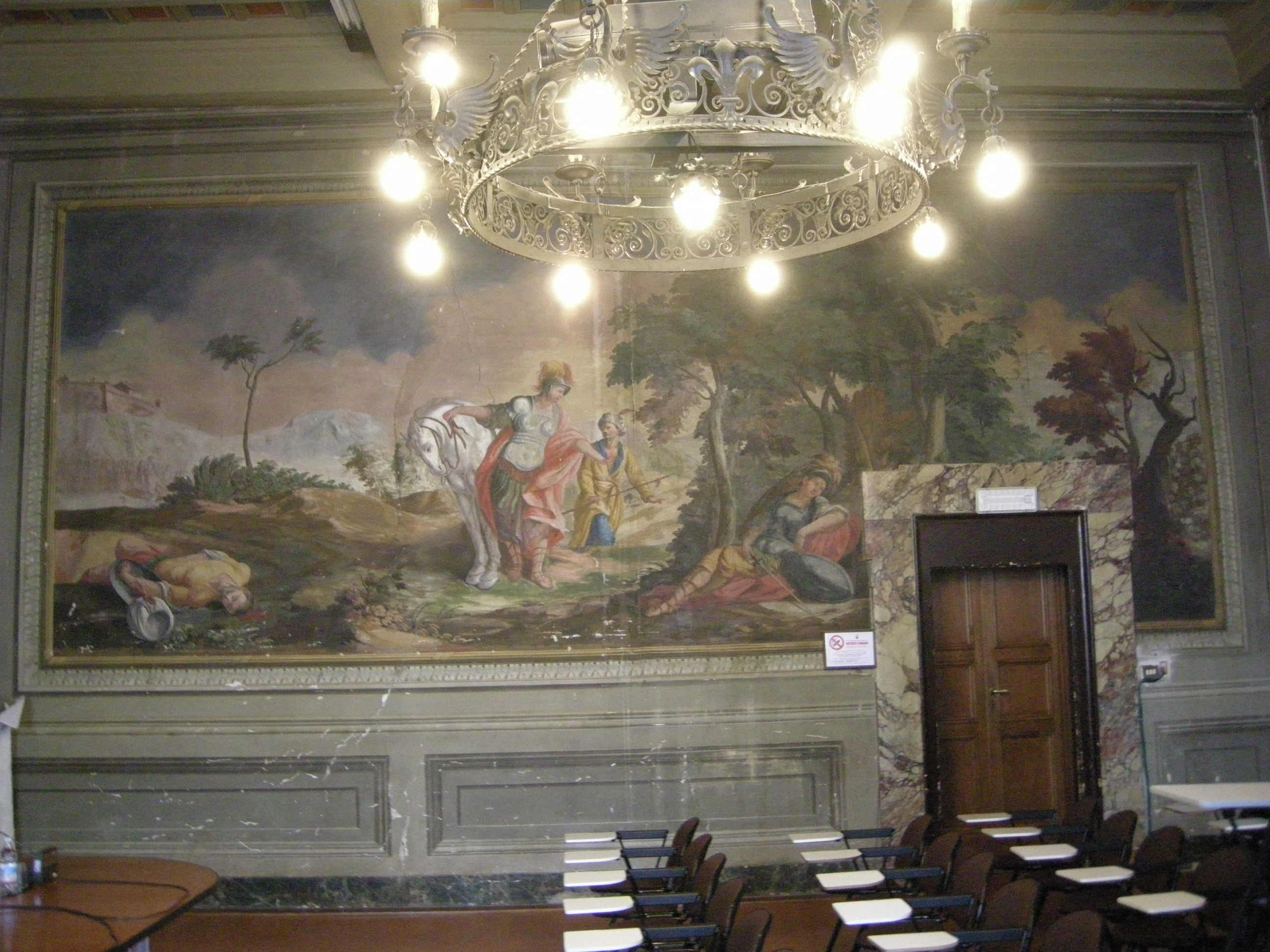
La sala della Gerusalemme Liberata